# هان جینگ
هان جینگ (انگلیسی: Han Jing; ۳۰ نوامبر ۱۹۷۳) ووشوکار زن اهل ماکائو بود.
وی در مسابقات کشوری و بین‌المللی در مجموع برندهٔ ۷ مدال طلا، ۸ مدال نقره، ۴ مدال برنز شده‌است.